# Slowloris
Slowloris è una porzione di software scritto da Robert Hansen detto RSnake che permette a una singola macchina di occupare le risorse di un server con un'ampiezza di banda minima e limitati effetti collaterali a servizi e porte non coinvolte.
Prova a mantenere le connessioni aperte ad un server web obiettivo e trattenerle aperte il più a lungo possibile.
Fa questo, aprendo le connessioni al server web obiettivo e inviandogli richieste parziali. Periodicamente, invierà le successive intestazioni HTTP, aggiungendo ma mai completando la richiesta. I server attaccati terranno così le connessioni aperte, riempiendo il loro numero di connessioni disponibili, infine negando ulteriori tentativi di connessione dai client.
Viene usato per verificare la stabilità di server sotto stress da amministratori di sistema o da aziende/servizi specializzati.

## Usi
Durante le proteste sollevate agli inizi delle elezioni presidenziali Iraniane del 2009, Slowloris si distinse come importante strumento usato per compiere attacchi Denial of Service contro siti del governo Iraniano. 
Tra questi gerdab.ir, leader.ir, e president.ir.

## Mitigare gli attacchi di SlowLoris
Anche se non ci sono configurazioni affidabili per i web servers per prevenire gli attacchi Denial of Service come quelli di Slowloris, ci sono modi per mitigare o ridurre l'impatto di questi. In generale implicano l'aumentare del numero di client che il webserver ammette, limitando il numero di connessioni che ogni  indirizzo ip ha, imponendo restrizioni sulla velocità minima che la connessione ammette, e diminuendo il tempo di connessione di ogni singolo client.
Nei web server Apache, esistono diversi moduli che possono essere usati per limitare i danni causati da questi attacchi; i moduli Apache mod_limtpconn, mod_qos, mod_evasive, mod_security, mod_noloris e mod_antiloris sono concepiti per ridurre il successo degli attacchi.
Da apache 2.2.15 è stato proposto il modulo mod_reqtimeout come soluzione ufficiale supportata dagli sviluppatori.
Web server come nginx e lighttpd non soffrono di questo specifico attacco.